# Joan Duran i Alemany
Joan Duran i Alemany (Barcelona, 21 de setembre del 1896 – 22 d'abril de 1970) va ser compositor de pel·lícules i de ball. Ocasionalment signà amb el pseudònim R.Hosca.

## Biografia[1]
Estudià a l'Escola Municipal de Música de Barcelona amb els mestres Enric Morera i Antoni Nicolau, i s'inicià en la professió en conjunts de jazz com la Nic Fussly's Band i la Nut Crackers, amb les que recorregué Europa; tanmateix, el treball d'arranjador i compositor aviat reemplaçà les d'instrumentista de piano. Tingué el seu primer contacte amb el món cinematogràfic en la seva estada a Alemanya, quan fou contractat com a arranjador per la UFA. Posteriorment passà a França, per a treballar de director musical dels estudis de Joinville, a prop de París.
De tornada a Barcelona obtingué la feina de director artístic de Parlophon, que tant feu discos com produí pel·lícules (Caramellas 1929, dirigida per Josep Amich i Bert, Amichatis). En els anys quaranta es feu conegut per les seves peces de ball, com Pupudipu o Arrullo de amor, escrites molt sovint per a les pel·lícules en què col·laborà fent de director musical. En aquest darrer camp s'hi havia iniciat el 1940 amb el curt de Miquel Iglesias Música, muchachos, i amb el llarg de Francesc Gibert Melodías prohibidas (1942), en què mostrà la seva tirada pel jazz i altres temes d'influència nord-americana. Treballà molt per a uns pocs directors fixos, com els de la productora Emisora Films d'Ignasi F. Iquino; a notar, especialment, la banda sonora de La niña de Luzmela (1949, Ricard Gascon). Es mantingué actiu fins a la mort.
A més de compositor d'un centenar de bandes sonores, Joan Duran també fou autor de tres sardanes, diverses peces instrumentals i, especialment, gran quantitat de ballables (pas-dobles, fox, boleros i altres). Sembla que també es dedicà a l'ensenyament de la música.

## Obres
- Dotze nadales populars, per a veu i piano
- Meditació, per a piano. Versions per a quartets de corda i de flautes
- Montserratina. Estampa lírica catalana (ca. 1947)
- ¡Oh Pepita!, fox-polka (1942)
- Pequeños estudios para clavicémbalo
- Un puentecito, bolero (1960), escrit amb A.S. del Rivero
- Quince primaveras: fox lento, per a veu i piano, amb lletra de Francesc Blanch
- Romance para piano
- Tierra de sol, bolero amb lletra de M. Parera

### Per a orquestra
Moltes de les composicions següents foren escrites originalment per a pel·lícules. Posteriorment tingueren vida pròpia com a peces de ball
- Ballables, la majoria fox-trot, amb lletra de Vicent Moro Lanchares: Alegre bandolero (1946), Bella imagen (1947), Bello Tirol: marcha (1942), Brasil lejano, samba (1944), Canción del amante, bugui (1947), Una chica con imán (1948), Cuando miro tus ojos (1945), Ivonne (1945), El kurukú (1947), Ojazos negros, marchiña (1945), Partir (1944), Por el placer de besarte (1946), Quítate de mi camino, zambra (1946), Soñaré (1942), Tardes de Coimbra, marchiña (1946), Un tirolés en París, marcha (1942), Triunfar, gozar (1942), Yo siempre te querré (1942)
- Fox amb lletra de Rafael Jaimez Medina: Arrullo de amor (1942), El hada madrina (1945), Nina y Nicolás (1942), Vuelve a mentir (1943)
- Archipiélago, calypso (1964), signada amb el pseudònim R.Hosca
- Barrabás, foxtrot (1942)
- Besa mis labios (1949), bolero amb lletra de Fernando Ruiz Arquelladas
- Buen puyazo (1956), pas-doble per a orquestra i per a veu i piano
- ¡Bum, badabum!, vals con yodel (1942), lletra de Valentí Castanys
- Camelón (1941), cançó-fox de la pel·lícula El profesor Memorión
- Carmela Flores. Pasodoble (1966)
- El cha del pachá (1962), txa-txa-txa signat R. Hosca
- Chico feliz (1964), fox amb lletra de F. Blanch
- El cochero tirolés, marcha con yodel (1942), lletra de Valentí Castanys
- Combinado de melodías (1942), espectacle teatral d'Ignasi F. Iquino, Francisco Prada Blasco, Concepción Geijó i Joaquim Gasa. Basada en la pel·lícula Boda accidentada. Comprèn les peces Quimera, Soldaditos y aldeanas i altres
- Covadonga, pasodoble (ca. 1954)
- Cuatro pasos (1964), bossa nova, lletra i música de Duran
- Curro Pinturas, pasodoble (1966)
- Embrujo gitano. Ballet español (1960), de la revista De Cuba a España de Joaquim Gasa
- Fiebre del charlestón (1959), música i lletra de Duran. De la pel·lícula Charlestón
- Madrugada (ca 1947), fox de la pel·lícula Ritmo en las ondas
- Maravedí (ca. 1935), pas-doble
- Maravilla (ca. 1930)
- Mi canario (1936), tango amb lletra d'Amaro García Miranda
- Mini-Choque, marchiña (1948)
- Muchacha original (1945), fox amb lletra d'Antoni Anglás Gilabert
- Muchacho tímido (1943), fox amb lletra d'Iquino, de la pel·lícula Viviendo al revés
- No entre sin llamar (1943), fox de la pel·lícula Viviendo al revés
- Noche del Palmar (1942), bolero-fox amb lletra de J. Silva Aramburu, de la pel·lícula Vaya música
- Noches de la ciudad (1962), fox amb lletra de Josep Pal Latorre, de la pel·lícula Han matado a un cadáver
- Ojos de azul, danzón (1944), lletra de Ramon Quadreny
- Olés y bravos, pasodoble (ca. 1954)
- Orquídeas de plata (1942), fox amb lletra de J. Silva, de la pel·lícula Vaya música
- El Papitu Santpere: setmanari sonor en dues planes i diverses seccions (1933), espectacle teatral de Joaquim Montero, amb músiques de Duran, (D.Mas), J.Torrents, Vicenç Quirós, J.Viladomat, i (?) Pou
- Parada fija, fox-beat (1962)
- Pilotos de Iberia: pasacalle (1951)
- Pu Pu Di Pu, cançó amb lletra de I.Iquino i F.Prada. Apareix a la pel·lícula El difunto es un vivo (Iquino, 1941)
- ¡Qué importa si no me quieres! (1943), fox amb lletra d'Alberto Rochi
- Romance infantil (1942), cançó-fox
- Saxos Rock (1962), signat R. Hosca
- Sevilla, paso doble (ca. 1929)
- Si escuchara mi corazón, fox lento (1956)
- Sin ti! (ca. 1940), cançó-fox, versions per a veu i orquestra, i per a piano, amb lletra i música de J.Duran, Alcázar i Benito Ulecia
- Solamente (1943), fox de la pel·lícula Turbante blanco
- Somos padres de familia (1944), fox humorístic amb Antoni Losada Blanch i Antoni Anglàs
- Soy un cartero tirolés (1956), cançó humorística
- Tan solo un día (1944), cançó-fox amb lletra d'Antoni Anglás
- El triqui-truco (1945), marxa amb lletra de Ramon Quadreny, de la pel·lícula Eres un caso
- Vaya verónicas (1933), pas-doble per a orquestra i per a veu i piano
- Vieja guitarra (1940), pas-doble
- Viejo café del puerto (1948), fox amb lletra de José María Álvarez Reymunde
- Volverán aquellas horas, bolero (1948)
- Ya se fué (1936), tango amb lletra d'Amaro García Miranda
- Zamora (ca. 1930)

### Músiques de pel·lícules
- Pel·lícules de Miquel Iglesias: Música, muchachos, curt-metratge (1941), Su excelencia el mayordomo (1942), Adversidad (1944), Las tinieblas quedaron atrás (1947), Ley del mar (1952), El fugitivo de Amberes (1954), El cerco (1955), Un heredero en apuros, No estamos solos i Los ojos en las manos (1956), Un tesoro en el cielo (1957), Tu marido nos engaña (1960), Carta a una mujer (1963), Después del gran robo i Muerte en primavera (1965)
- Pel·lícules d'Ignasi F. Iquino: El profesor Memorión (1941), Boda accidentada i El pobre rico (1942), Fin de curso, El hombre de los muñecos (1943), Viviendo al revés (1943, juntament amb Josep Casas), Turbante blanco (1944, juntament amb Ramon Ferrés), El ángel gris (1947)
- Pel·lícules de Ricard Gascon: Un ladrón de guante blanco (1946), Cuando los ángeles duermen (1947), Conflicto inesperado i Don Joan de Serrallonga (1948; aquesta darrera, rodada en castellà, fou doblada al català el 1985), Ha entrado un ladrón i La niña de Luzmela (1949), El hijo de la noche (1950), El correo del rey (1951)
- 1942 El capitán Tormentoso (Josep Maria Arolas), Legión de héroes (Joan Fortuny), Melodías prohibidas (Francesc Gibert), No te niegues a vivir (Pere Pujadas), Se ha perdido un cadáver (Josep Gaspar), Vaya música (?)
- 1944 Ángela es así (Ramon Quadreny), Tambor y cascabel (Alejandro Ulloa)
- 1945 Eres un caso (Ramon Quadreny), Estaba escrito (Alejandro Ulloa), Se le fué el novio (Juli Salvador), El viajero del Clipper (Gonçal P. Delgràs)
- 1946 Es peligroso asomarse al exterior (Arthur Duarte, Alejandro Ulloa), Los habitantes de la casa deshabitada (Gonçal P. Delgràs)
- 1947 La gran barrera (Antonio Sau), Héroes del 95 (Raúl Alfonso), Leyenda de Navidad (Manuel Tamayo), Mi enemigo el doctor (Juan de Orduña)
- 1948 Alma baturra (Antonio Sau)
- 1950 Tiempos felices (Enrique Gómez)
- 1957 Sendas marcadas (Joan Bosch)
- 1958 Ya tenemos coche (Juli Salvador)
- 1960 La encrucijada (Alfonso Balcázar), La mentira tiene cabellos rojos i Sentencia contra una mujer (Isasi), Sueños de mujer (Alfonso Balcázar)
- 1961 Tierra de todos (Isasi)
- 1962 Al otro lado de la ciudad i Los castigadores (Alfonso Balcázar), Han matado a un cadáver (Juli Salvador), Solteros de verano (Alfonso Balcázar), Vamos a contar mentiras (Isasi)
- 1963 Escuadrilla de vuelo (Josep Lluís Comeron)
- 1964 ¡Arriba las mujeres! i La boda era a las doce (Juli Salvador)
- 1965 Estambul 65 (Isasi)
- 1967 Breve visión de Tokio i Recuerdos de Bangkok (Josep Lluís Comeron)
- 1968 Elisabet (Alexandre Martí; basada en un conte de Josep Maria Folch i Torres, es reestrenà doblada al català el 1981), En Baldiri de la costa (Josep Maria Font), Feria del Campo 68 (Juan Manuel de la Chica)
- 1969 España, país de congresos (Josep Lluís Font), Jerez y su vendimia (Rafael Campos de España), Nuestro paso por Hong-Kong (Josep Lluís Comeron), ¿Quién soy yo? (Ramón Fernández)

### Sardanes[2]
- Cors alegres (1947)
- Donzella enamorada (1955)
- Roser florit (1947)